# Bo von Stockenström

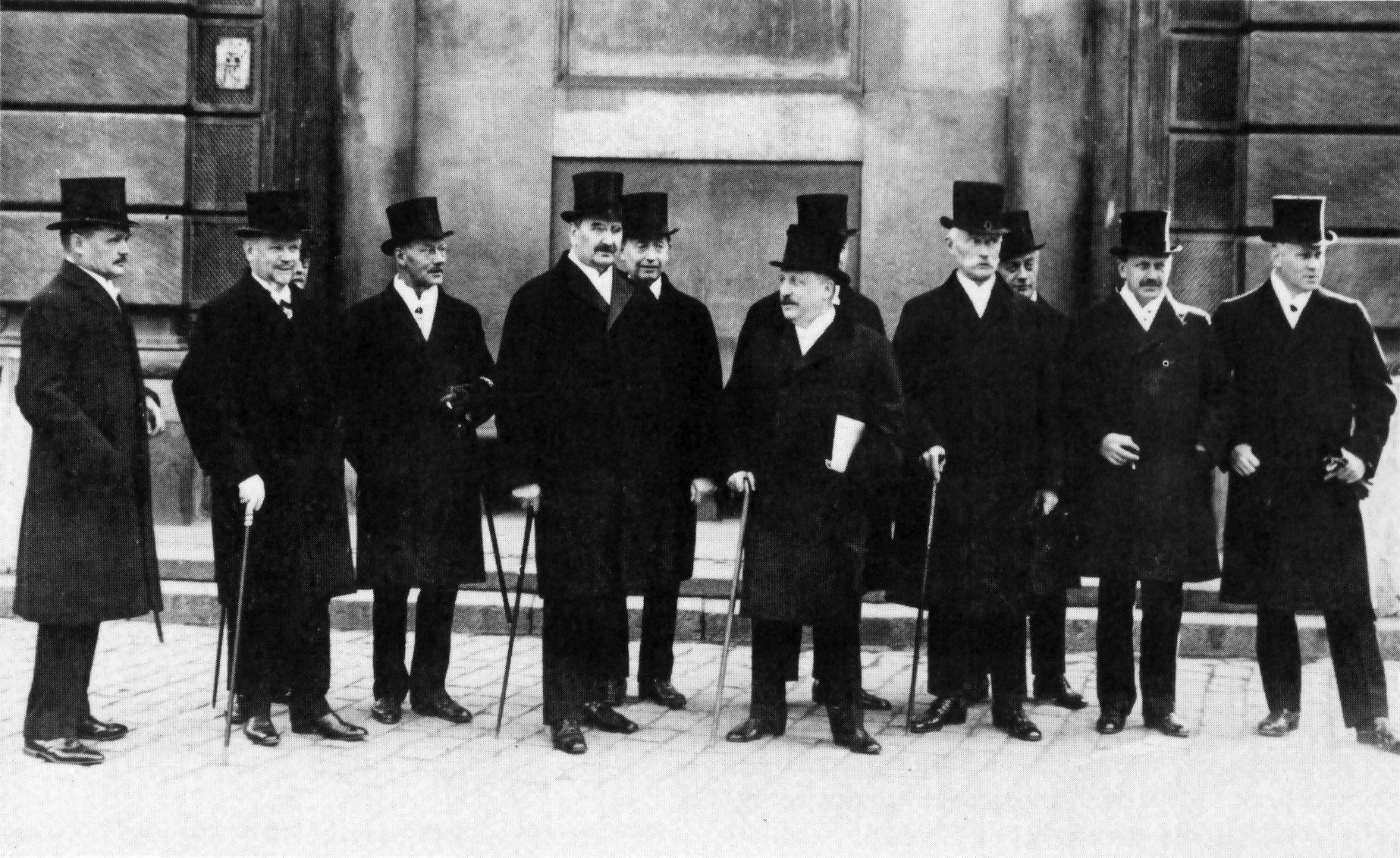
Carl Gustaf Ekmans ministär för åren 1926–1928. Bo von Stockenström står längst till höger.

Bo Henrik von Stockenström (i riksdagen kallad von Stockenström i Ånhammar), född den 26 januari 1887 i Stockholm, död den 31 mars 1962 i Gryt i  Södermanland, var en svensk generaldirektör och politiker (liberal). Han var jordbruksminister 1927–1928 och 1930–1932. Svärson till greven och riksdagsmannen John Raoul Hamilton.
Bo von Stockenström utexaminerades från Alnarps lantbruksinstitut 1911 och blev året därpå förvaltare vid Ekensholm i Dunker och Ånhammar. År 1914 köpte han Ånhammar samt Länna bruk. Han var jordbruksminister 1927-1928 samt 1930-1932 i Carl Gustaf Ekmans liberala regeringar och var även generaldirektör för Domänstyrelsen och chef för Domänverket 1942-1950.
Bo von Stockenström var riksdagsledamot i första kammaren 1923-1942 för Södermanlands och Västmanlands läns valkrets. Efter den liberala partisplittringen 1923, som också ledde till att Liberala samlingspartiet upplöstes som riksdagsparti, betecknade han sig under åren 1924-1925 som frisinnad vilde. 1926 anslöt han sig dock till Frisinnade folkpartiet och följde sedan med till Folkpartiet vid den liberala återföreningen 1934/1935. I riksdagen var han främst aktiv i jordbruksfrågor, och han tillhörde även jordbruksutskottet i omgångar under större delen av sin riksdagstid.
Dottern Ann-Marie von Stockenström (1913–2000) var i många år hemslöjdskonsulent i Södermanlands län.